# Печатка Американських Віргінських Островів
Печатка Американських Віргінських Островів — офіційний геральдичний символ залежної території Американські Віргінські Острови.
Це емблема з трьома головними островами: Сент-Томас, Сент-Джон (Американські Віргінські острови) та Сент-Кроа. З боків напис «Уряд Сполучених Штатів Віргінських островів». Ця печатка замінила більш ранню печатку, яка була подібною до прапора Американських Віргінських островів, який було створено на основі Великої Печатки Сполучених Штатів.